# Halkçı Parti

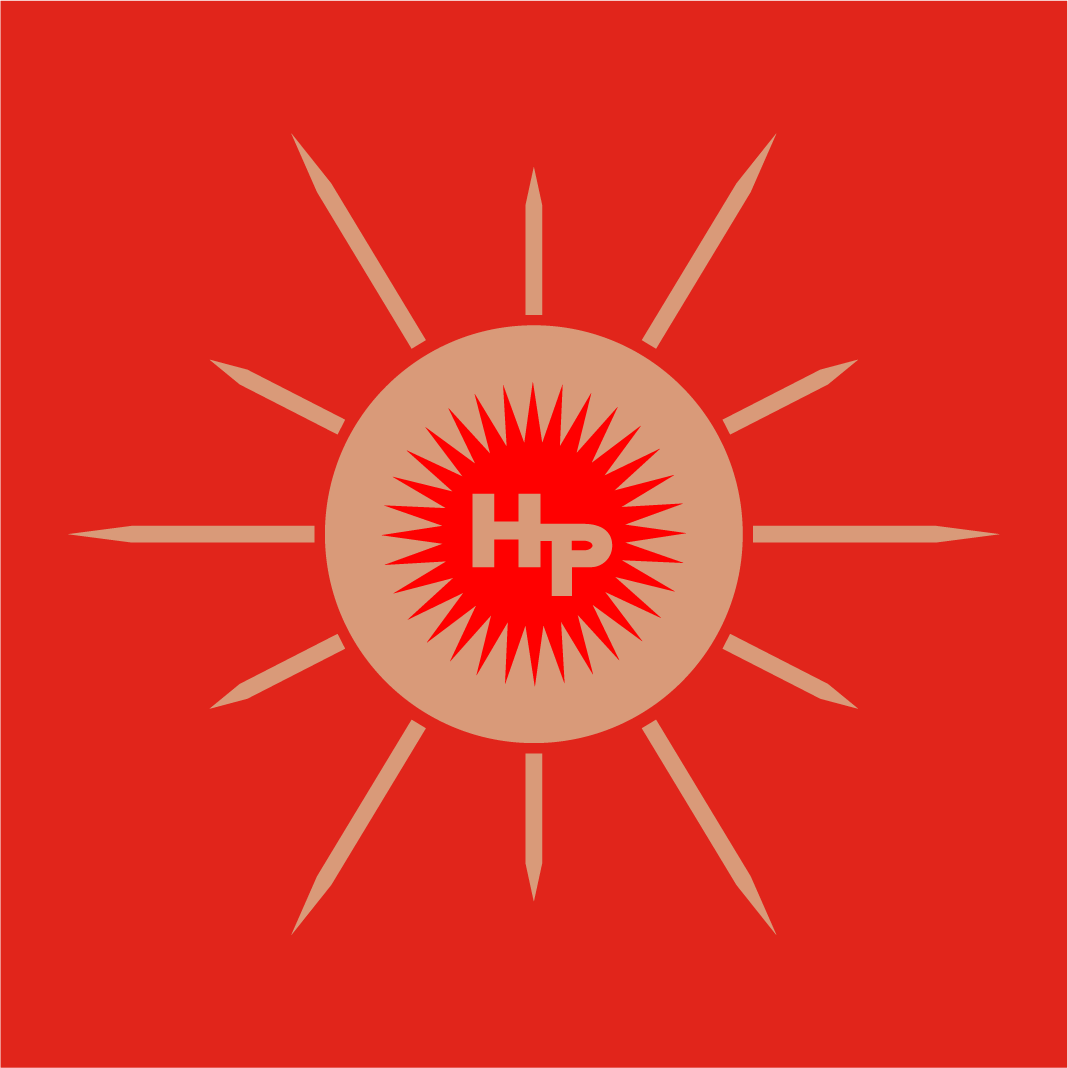
Parteilogo der HP

Die Halkçı Parti (HP, deutsch: „Populistische Partei“) war eine politische Partei in der Türkei. Gegründet wurde sie am 20. Mai 1983 von Necdet Calp. Die HP war eine der drei neu gegründeten Parteien, die 1983 vom Militär zur ersten Parlamentswahl nach dem Putsch von 1980 zugelassen wurden, in dessen Folge alle bisherigen politischen Parteien verboten worden waren. Sie stand dabei am ehesten in der Tradition des kemalistischen Flügels der CHP.
Bei der Parlamentswahl 1983 erzielte die HP 30,46 Prozent der Stimmen und war damit zweitstärkste Partei nach der ANAP (45,14 %) und vor der vom Militär hauptsächlich unterstützten Milliyetçi Demokrasi Partisi (Partei der Nationalistischen Demokratie; 23,27 %).
Nachdem sie in den Kommunalwahlen 1984 nur noch auf knapp unter 9 Prozent kam, vereinigte sie sich im November 1985 mit Erdal İnönüs ebenfalls kemalistisch orientierter Sosyal Demokrasi Partisi (Partei der Sozialdemokratie) zur Sosyaldemokrat Halkçı Parti (Sozialdemokratische Populistische Partei).